# Pac-Man (serie de televisión)

Museo dell'intrattenimento elettronico, Avezzano, Abruzzo, Italia.
Primeras máquinas de Pac-man

Pac-Man, también conocido como Pac-Man: La Serie Animada, es una serie animada de televisión producida por Hanna-Barbera Productions y basado en el popular juego de arcade Pac-Man de Namco, la cual fue presentada en ABC del 25 de septiembre de 1982 a septiembre de 1984. La serie también fue transmitida en Cartoon Network y, más tarde, en Boomerang. Hoy en día la siguen estrenando pero en canales de TV antiguos como Global TV.
El juego de arcade de Pac-Land se basa enteramente en la caricatura, y Pac-Man 2: The New Adventures señala una influencia significativa de ella también.
En Cataluña la serie fue emitida en los años 80 por el canal TV3, siendo considerada la primera serie de dibujos animados en emitir en ese canal.
En España y Portugal, este serie se transmitir desde finales de 1999 hasta 2004 con el canal llamado Canal Panda.

## Descripción general
La serie sigue las aventuras de Pac-Man, su esposa Sra. Pac-Man, y su hija Pac-Bebe. También tiene dos mascotas, el perro Chomp-Chomp y el Gato Cascarrabias. La familia vive en Pac-Landia, un lugar en el que la geografía y la arquitectura parecen girar en torno a las esferas y a las formas similares a las esferas.
La mayoría de los episodios de la serie se centran en el curso de la batalla entre la familia Pac y sus enemigos los fantasmas Clyde, Pinky, Inky , Blinky y Sue . El líder de los fantasmas es Mezmeron, un humano gigante y misterioso que hace referencia a Darth Vader. Su única misión es localizar y controlar el bosque mágico, la principal fuente de píldoras mágicas de Pac-landia, que sirven como fuente de energía y alimentos para la ciudad.

## Temas comunes
Por la razón que sea, casi todo en Pac-Land toma la forma de una esfera (o es redonda, por lo menos). De las casas a los coches a los animales e incluso (o especialmente) las personas que asumen la forma de una pelota.
Otro tema recurrente es el uso común de los «Pac-» como prefijo para los verbos y los famosos o los nombres comunes (un ejemplo: Pac-Hollywood, una ciudad famosa por sus estudios de cine). Esto es una reminiscencia de Los Pitufos o Los Snorks, ambas series de animación, que sustituyó o alterado algunas de las actuales palabras con "Pitufo" o "Snork".

### Otros cambios de los videojuegos son las siguientes
- Super Pac-Man es retratado como un personaje que vive en una dimensión paralela llamada Super Space Home Time Warp (y se llama "Super-Pac").

- Clyde es el jefe de los fantasmas, en lugar de Blinky (que era el primero de todos los fantasmas que salía de la "jaula" de fantasmas en el arcade), lo que es probablemente una referencia al "Clyde" de los Autos Locos, otra serie de Hanna-Barbera.

- Ms. Pac-Man se llama "Pimienta".

- Sue (la única mujer fantasma) es el quinto fantasma. En el arcade de Ms. Pac-Man, Clyde era sustituido por Sue en un intento de los fantasmas para atrapar a Ms. Pac-Man . A pesar de que en la caricatura Sue es morada, en el juego de arcade que es de color naranja, el mismo color Clyde se encuentra en el Pac-Man juego. Posteriormente, Sue estaría en el videojuego "Pac-Mania" de 1987.

- Todos los fantasmas usan sombreros o (en el caso de Sue) pendientes.

- Inky y Pinky tienen nuevas "habilidades, a diferencia de los otros fantasmas. Pinky es capaz de alterar su forma. Por ejemplo, en un episodio cambió en una balsa inflable de goma para desplazarse sobre una masa de agua. Inky es capaz de sacar muchísimos objetos de su ropa con la posibilidad de que éstos sean más grandes que él. Por ejemplo, en un capítulo del programa fue capaz de sacar una larga escalera de su bolsillo para subir una pared para escapar de Pac-Man. Cada uno de los fantasmas tienen una personalidad distinta.

- Sue tiene un hijo llamado couson "Dinky". Dinky y Pac-Baby se llevan bien, no como los adultos. Dinky apareció sólo en dos episodios.

## Personajes

### Héroes
Pac-Man
Es el personaje principal de la serie, es guardia de seguridad del bosque mágico.
Sra. Pac-Man
Es la esposa de Pac-Man, tiene la piel más pálida que Pac-Man.
Pac-Bebé
Es el hijo de Pac-Man, se confunde con niña pero en un capítulo Pac-Man bebió una poción de una bruja y se durmió casi 20 años y el bebé creció como un hombre.
Chomp-Chomp
Es el perro de Pac-Man, es de color gris.
Cascarrabias
Es el gato naranja de Pac-Man, hace trampas para Chomp Chomp, pero nunca funcionan, o las trampas se vuelven en su contra.

### Malvados
Clyde
Es el fantasma naranja, y el jefe. Es gruñón y lleva un bombín.
Pinky
Es el fantasma rosa, es capaz de transformarse .
Inky
Es el fantasma azul. Es tonto y despistado.
Blinky
Es el fantasma rojo. Es muy cobarde.
Sue
Es la fantasma mujer.
Vesperon
Es el megalomaníaco líder de los fantasmas. Es un humano gigante, calvo y muy severo.

### Otros
Super-Pac
PJ
Dinky
Morris (El vecino de Pac-Man)
Pacula

## Episodios
Esta es la lista de todos los episodios de la serie, con sus títulos originales en inglés.

### Primera temporada
1. Presidential Pac Nappers
2. Hocus Pocus Pac Man
3. The Great Pac Quake
4. Picnic in Pac Land
5. South Paw Packy
6. Pac Baby Panic
7. The Pac Man in the Moon
8. Neander Pac Man
9. Super Ghosts
10. Invasion of the Pac Pups
11. Trick or Chomp
12. Pacula
13. Once Upon a Chomp
14. Journey to the Center of Pac Land
15. Chomp Out at the Okay Corral
16. The Bionic Pac Women
17. The Great Power Pellet Robbery
18. Back Packin' Packy
19. The Abominable Pac Man
20. Sir Chomp A Lot
21. Goo Goo at the Zoo
22. Attack of the Pac Mummy
23. A Bad Case of the Chomps
24. The Day the Forest Disappeared
25. Nighty Nightmares
26. The Pac-Mummy

### Segunda temporada
1. Here's Super-Pac!
2. Hey, Hey, Hey...It's P.J. ("Hey, Hey, Hey...P.J. ha llegado" en Latinoamérica)
3. The Super-Pac Bowl ("El Súper Pac Tazón" en Latinoamérica)
4. Journey into the Pac-Past ("Viaje al Pac-Pasado" en Latinoamérica)
5. The Old Pac-Man and the Sea
6. Public Pac-Enemy No. 1 ("Niño bonito Pac" en Latinoamérica)
7. The Genie of Pacdad ("El Genio de Pacdad" en Latinoamérica)
8. Computer Packy ("La computadora de Packy" en Latinoamérica)
9. The Greatest Show in Pac-Land ("El show más grande en Pac-Landia" en Latinoamérica)
10. Pac-A-Lympics ("Pac-A-Thon" en Latinoamérica)
11. Dr. Jekyll & Mr. Pac-Man ("El Dr. Jekyll y el Sr. Pac-Man" en Latinoamérica)
12. Around the World in 80 Chomps ("La vuelta al mundo en 80 mordidas" en Latinoamérica)
13. Super-Pac vs. Pac-Ape ("Súper-Pac contra Pac-Simio" en Latinoamérica)
14. P.J. Goes Pac-Hollywood ("P.J. va a Hollywood" en Latinoamérica)
15. Pac-Van-Winkle ("El Pac-Hechizo" en Latinoamérica)
16. Happy Pacs-Giving ("Feliz día de Pac-Gracias" en Latinoamérica)

Además de esto, también se emitieron dos capítulos especiales: uno de Halloween y otro de Navidad. [cita requerida]

## Nueva serie
Tras su anunciamiento en el E3 2010, en 2013 salió al aire un spin-off basado en el juego Pac-Man Party. La serie se titula Pac-Man y las Aventuras Fantasmales, y actualmente se emite en Disney XD y en Canal Panda y Clan (TVE). y Discovery Kids

## Reparto
- Marty Ingels - Pac-Man
- Barbara Minkus - Pimienta
- Russi Taylor - Pac-Bebé
- Lorenzo Music - Super-Pac
- Frank Welker - Chomp-Chomp
- Peter Cullen - Cascarrabias
- Chuck McCann - Blinky, Pinky
- Barry Gordon - Inky
- Neil Ross - Clyde
- Darryl Hickman - P.J.
- Allan Lurie - Vesperon
- Susan Silo - Sue

## Voces Adicionales
- William Callaway
- Janet Waldo
- Jodi Carlisle
- Brian Cummings
- Pat Fraley
- Joan Gerber
- Arte Johnson
- Kris Stevens
- Paul Kirby
- Chris Latta
- Andre Stojka